# Прегорексия
Прегорекси́я (англ. Pregorexia) — расстройство пищевого поведения у беременных, заключающееся в строгом соблюдении диеты, выполнении повышенных физических нагрузок для контроля увеличения веса
Для прегорексии характерны: намеренный отказ от приёма пищи или сокращение количества употребляемых калорий с целью сохранения стройности фигуры, неадекватное поведение беременных женщин, стремление скрывать живот и не поправляться, увлечение изнуряющими упражнениями. Важно вовремя распознать прегорексию, так как она может нанести непоправимый вред ребёнку.
Прегорексию часто выделяют как один из видов анорексивного поведенческого синдрома. Проявления анорексивного поведенческого синдрома оказывают существенное влияние на систему ценностей с фиксацией внимания на параметрах полноты и худобы
Впервые термин «прегорексия» был употреблен в 2008 году.

## Классификация
Прегорексия относится к группе психических нарушений.

### МКБ-10
В международной классификации болезней 10-го пересмотра (МКБ-10) прегорексия как расстройство пищевого поведения у беременных имеет код F50.8 «другие расстройства приёма пищи»

#### Цепочка в классификации
1. Классы МКБ-10
2. F00-F99 Психические расстройства и расстройства поведения
3. F50-F59 Поведенческие синдромы, связанные с физиологическими нарушениями и физическими факторами
4. F50 Расстройства приёма пищи
5. F50.8 Другие расстройства приёма пищи

## Этиология

### Причины
Причины прегорексии, как и любого расстройства приёма пищи, делятся на три основных типа:
- Биологические;
- Психологические;
- Социальные.

### Факторы риска
Сигналы, которые могут выступать как факторы риска для развития прегорексии:
- История РПП в прошлом;
- Разговоры о беременности, как будто её нет;
- Излишняя фокусировка на количестве съедаемых калорий, а не на здоровье и питательности пищи;
- Стремление принимать пищу в одиночестве;
- Пропуск приёмов пищи;
- Вызов рвотного рефлекса после приёма пищи;
- Отсутствие поддержки;
- Индивидуально-психологические особенности личности (низкая самооценка, перфекционизм);
- Дискриминация по различным признакам;
- Дисморфофобия;
- Неадекватное восприятие своей физической формы;
- Склонность к полноте.

## Физические последствия
Последствия прегорексии опасны как для матери, так и для ребёнка. Если вовремя не распознать прегорексию и не предотвратить её развитие, это может повлечь за собой следующие последствия:
- Замершая беременность и выкидыш на раннем сроке. Недостаточное питание приводит к плацентарной недостаточности во время беременности, что в свою очередь влечёт за собой замершую беременность и выкидыши[3] .
- Преждевременные роды.
- Омфалоцеле и гастрошизис у ребёнка. К факторам риска развития этих заболеваний относят низкий ИМТ (индекс массы тела) у матери[4] .
- Гипотрофия новорождённых. Недостаток питания матери во время беременности приводит к недоразвитию подкожной клетчатки и, как следствие, дистрофии ребёнка.
- Дефекты нервной трубки у ребёнка: спина бифида (расщепление позвоночника), энцефалоцеле (черепно-мозговая грыжа), анэнцефалия. Такие дефекты могут возникать из-за нехватки фолиевой кислоты на ранних сроках беременности. Впоследствии дефекты нервной трубки препятствуют нормальному развитию ребёнка, приводят к невозможности ходить, пользоваться руками. Анэнцефалия в свою очередь является патологией, несовместимой с жизнью, поэтому, как правило, ребёнок с данным диагнозом рождается мёртвым или умирает в течение первых часов жизни.
- Увеличение риска сердечно-сосудистых заболеваний и некоторых раковых заболеваний: также вследствие недостатка фолиевой кислоты в питании беременной женщины[5] .
- Иные комплексные поражения плода.

## Лечение прегорексии
Лечение должно происходить под контролем лечащего врача (акушера-гинеколога), психолога, диетолога и при необходимости психиатра.
Необходимо соблюдение следующих мер:
- Адекватного диетического консультирования. Очень часто данному вопросу не уделяется должного внимания в обсуждении между беременной пациенткой и врачом, у которого она наблюдается. Именно поэтому важно участие специалистов по питанию, нутрициологов, которые объяснят женщине, что правильное и сбалансированное питание во время беременности — ключевой фактор, влияющий на здоровье как матери, так и ребёнка[6]. Врачи должны рассказывать пациенткам о здоровых способах набора нужного веса[7] .
- Обязательное участие психологов в лечении, которые смогут обеспечить женщин важной моральной поддержкой до беременности, в период беременности и после неё.
- Для благоприятного исхода беременности женщина должна иметь нутритивный статус. Она должна поддерживать этот статус до, во время и после беременности, чтобы предотвратить осложнения в процессе беременности[6] .
- Для закрепления положительной динамики необходимы участие и поддержка близких людей в жизни беременной женщины.
- Для предотвращения возникновения прегорексии нужна профилактика нарушений пищевого поведения и коррекция психологического состояния беременных. Комплексами таких мер могут выступать образовательные программы, в которых будет уделяться особое внимание питанию во время беременности, потому что оно напрямую может повлиять на её исход.

Женщинам, имеющим в истории расстройство пищевого поведения ранее, нужно уделять особое внимание, так как риск возникновения прегорексии в таком случае возрастает. В случае обнаружения симптомов прегорексии нужно обеспечить следующие меры:
- Направить беременную женщину к специалисту.
- Обеспечить регулярное посещение врача и прохождение всех плановых обследований.
- При необходимости лечение должно происходить стационарно в специальном учреждении.

### Рекомендации по питанию беременных женщин, предлагаемые Академией питания и диетологии США
Академия питания и диетологии США предлагает следующие рекомендации по питанию беременных женщин:
- Во время беременности нужно употреблять примерно от 2200 до 2900 ккал в день в зависимости от индивидуальных показателей. При подборе конкретных рекомендаций необходимо учитывать индекс массы тела, скорость набора веса, возраст матери, срок беременности и ряд других факторов.
- Питание во время беременности должно удовлетворять энергетические потребности организма и при этом содержать достаточное количество питательных веществ: витаминов, макро- и микроэлементов.
- Во время беременности требуется полностью исключить алкоголь, табак и кофеин.

## Исследования
Во время голодной зимы 1944 года в Нидерландах было проведено исследование, в котором на материале данных о более 2,4 тысяч детей, рождённых в этот период, было наглядно доказано, что недостаток питательных веществ во время беременности приводит к преждевременному рождению и негативно сказывается на здоровье ребёнка. Впоследствии у него могут развиться различные хронические заболевания. Ранняя беременность — особенно уязвимый период.